# Union List of Artist Names
Union List of Artist Names (ULAN) er et struktureret vokabular med cirka 293.000 navne og andre oplysninger om kunstnere. Den er udgivet af Getty Research Institute.
Listen er struktureret som en tesaurus i overensstemmelse med ISO- og NISO-standarder for opbyggelsen af en tesaurus med  hierarkiske, ækvivalente og associative relationer.

## Eksterne links
- Union List of Artist Names

| Bogstak | Spire Denne biblioteksrelaterede artikel er en spire som bør udbygges. Du er velkommen til at hjælpe Wikipedia ved at udvide den. |